# Heliópolis, Bahia
Heliópolis este un oraș în statul Bahia (BA) din Brazilia.